# Media richness theory
Media Richness Theory (tạm dịch: Lý thuyết độ đa dạng phương tiện truyền thông), đôi khi được xem như Information Richness Theory (tạm dịch: Lý thuyết độ đa dạng thông tin) hay MRT, là một khung được sử dụng để mô tả một khả năng của phương tiện truyền thông dùng để tái tạo thông tin được gửi qua nó. Thuyết này được giới thiệu bởi Richard L. Daft and Robert H.Lengel vào năm 1986 như là một phần mở rộng của Information Processing Theory (tạm dịch: Lý thuyết xử lý thông tin). MRT được sử dụng để xếp hạng và đánh giá độ "richness" của một phương tiện truyền thông nhất định, chẳng hạn như các cuộc gọi điện thoại, hội nghị truyền hình và email. Ví dụ, một cuộc điện thoại không thể tái tạo các tín hiệu xã hội trực quan như cử chỉ cơ thể, điều này làm cho nó thành một phương tiện truyền thông ít "rich" (xem phần "Rich media vs. "lean"media") hơn so với hội nghị truyền hình, trong đó có thể truyền tải các cử chỉ và ngôn ngữ cơ thể.

## Bối cảnh
MRT được giới thiệu vào năm 1986 bởi Richard L. Daft và Robert H. Lengel. Dựa vào Information Processing Theory cho nền tảng lý thuyết của mình, MRT được phát triển để mô tả và đánh giá phương tiện truyền thông trong các tổ chức. Khi trình bày lý thuyết về MRT, Daft và Lengel đã tìm cách giúp các tổ chức đối phó với các rào cản giao tiếp, chẳng hạn như tin nhắn không rõ ràng hoặc gây nhầm lẫn, hoặc giải thích các thông điệp mâu thuẫn.  
Các học giả truyền thông khác đã thử nghiệm lý thuyết này để cải thiện nó và gần đây, MRT đã được điều chỉnh để thêm vào các phương tiện truyền thông mới, như video call, hội nghị truyền hình và khóa học trực tuyến. Mặc dù MRT liên quan đến việc sử dụng thay vì lựa chọn phương tiện, các nghiên cứu thực nghiệm về lý thuyết này thường nghiên cứu phương tiện mà người quản lý sẽ chọn để truyền đạt, mà không phải là tác động của việc sử dụng phương tiện truyền thông.
Kể từ khi được giới thiệu, MRT đã được áp dụng cho các bối cảnh bên ngoài giao tiếp tổ chức và kinh doanh.

## Lý thuyết
Information richness được Daft và Lengel định nghĩa là "khả năng thông tin thay đổi sự hiểu biết trong một khoảng thời gian".  
MRT cho rằng tất cả các phương tiện truyền thông khác nhau về khả năng cho phép người dùng giao tiếp và thay đổi sự hiểu biết. Mức độ của khả năng này được gọi là độ "richness" của một phương tiện. MRT đặt tất cả các phương tiện truyền thông trên mức độ liên tục dựa trên khả năng truyền đạt đầy đủ một thông điệp phức tạp. Phương tiện truyền thông có thể khắc phục một cách hiệu quả các hệ quy chiếu khác nhau và làm rõ các vấn đề mơ hồ được coi là "rich" hơn, trái lại, phương tiện đòi hỏi nhiều thời gian hơn để truyền đạt sự hiểu biết được coi là ít "rich" hơn. Dựa trên Lý thuyết quyền biến và Information Processing Theory, MRT đưa ra giả thuyết rằng phương tiện truyền thông cá nhân, "rich" hơn thường hiệu quả hơn trong việc truyền đạt các vấn đề không rõ ràng, trái ngược với phương tiện truyền thông "lean" hơn.
Một tác nhân chính trong việc chọn phương tiện truyền thông cho một tin nhắn cụ thể là để giúp giảm sự mập mờ hoặc giải thích sai của tin nhắn đó. Nếu một thông điệp có nhiều nghĩa, nó không rõ ràng và do đó người nhận khó giải mã hơn. Một thông điệp càng không rõ ràng thì càng cần có nhiều tín hiệu và dữ liệu cần thiết để giải thích nó một cách chính xác. Ví dụ, một tin nhắn đơn giản nhằm sắp xếp thời gian và địa điểm cuộc họp có thể được truyền đạt trong một email ngắn, nhưng một tin nhắn chi tiết hơn về hiệu suất làm việc và những kỳ vọng của một người sẽ được truyền đạt tốt hơn thông qua tương tác trực tiếp.
Lý thuyết được minh họa bằng một sơ đồ với hai trục là độ không rõ ràng và độ không chắc chắn từ thấp đến cao. Độ không rõ ràng thấp và độ không chắc chắn thấp thể hiện cho một tình huống rõ ràng, được xác định rõ; độ không rõ ràng cao và độ không chắc chắn cao cho thấy các sự kiện mơ hồ cần được các nhà quản lý làm rõ. Daft và Lengel cũng nhấn mạnh rằng sự rõ ràng của thông điệp có thể bị ảnh hưởng khi nhiều bộ phận giao tiếp với nhau, vì các bộ phận có thể được đào tạo với các bộ kỹ năng khác nhau hoặc có các mâu thuẫn trong chuẩn mực giao tiếp.

### Định nghĩa Media Richness
Trong bài viết năm 1988 về MRT, Daft và Lengel cho rằng, "Càng nhiều kiến thức được truyền tải qua một phương tiện thì phương tiện đó càng "rich" hơn." Media richness là một hàm đặc trưng bao gồm:
- Khả năng xử lý nhiều tín hiệu đồng thời
- Khả năng tạo điều kiện cho phản hồi nhanh chóng
- Khả năng thiết lập một trọng tâm cá nhân
- Khả năng sử dụng ngôn ngữ tự nhiên

### "Rich media" vs. "Lean media"
"Rich media" chỉ khả năng chứa và truyền tải nhiều tín hiệu đồng thời và thường xuyên, cung cấp phản hồi trực quan và biểu cảm khuôn mặt, cho phép phản hồi nhanh chóng, tập trung trực tiếp, có mục tiêu và hỗ trợ cao cho sự rõ ràng của ngôn ngữ. Ví dụ về rich media bao gồm giao tiếp trực tiếp và hội nghị truyền hình.
Ngược lại, "lean media" thường có bản chất không đồng thời, chỉ chứa một số lượng rất nhỏ các phản hồi trực quan (nếu có), có tốc độ tương tác chậm hơn và thường bị diễn giải một cách mơ hồ hoặc theo nhiều cách hiểu bởi người nhận. Các ví dụ của "lean media" bao gồm thư từ, các báo cáo và (có thể là) email.
"Rich media" phù hợp cho việc truyền tải nội dung tới một người đánh giá cao sự hỗ trợ cá nhân và cho việc giải thích, thảo luận về các khái niệm phức tạp.
Tuy nhiên, "rich media" không phải luôn là cách tốt nhất. Đôi khi, bạn sẽ muốn dùng "lean media" nếu bạn mong muốn đạt được sự ngắn gọn, nhanh chóng. Và "lean media" thường được dùng để giao tiếp với một nhóm lớn.

### Lựa chọn một phương tiện thích hợp
MRT dự đoán rằng các nhà quản trị sẽ chọn phương thức giao tiếp dựa trên việc sắp xếp sự không rõ ràng của thông điệp với độ richness của phương tiện. Nói cách khác, các kênh truyền thông sẽ được chọn dựa trên mức độ giao tiếp của chúng. Tuy nhiên, các yếu tố khác, chẳng hạn như các tài nguyên có sẵn cho người giao tiếp, cũng đóng vai trò quan trọng. Dự đoán của Daft và Lengel cho rằng các nhà quản trị tập trung nhiều nhất vào hiệu quả của công việc (nghĩa là đạt được mục tiêu giao tiếp hiệu quả nhất có thể) và không xem xét các yếu tố khác, như phát triển và duy trì mối quan hệ. Các nhà nghiên cứu sau đó đã chỉ ra rằng thái độ đối với một phương tiện có thể không dự đoán chính xác khả năng sử dụng phương tiện đó của một người so với người khác, vì việc sử dụng phương tiện không phải lúc nào cũng là tự nguyện. Nếu các chỉ tiêu và tài nguyên của một tổ chức hỗ trợ một phương tiện, người quản lý có thể khó chọn một hình thức khác để truyền đạt thông điệp của mình.
Social presence (tạm dich: Sự hiện diện xã hội) đề cập đến mức độ mà một phương tiện cho phép người giao tiếp trải nghiệm các yếu tố khác như hiện diện về mặt tâm lý hoặc mức độ mà một phương tiện được cảm nhận để truyền đạt sự hiện diện thực tế của những người tham gia giao tiếp. Các công việc liên quan đến các kỹ năng giữa các cá nhân, như giải quyết các bất đồng hoặc đàm phán, đòi hỏi social presence cao, trong khi các công việc như trao đổi thông tin thường xuyên đòi hỏi ít social presence. Do đó, các phương tiện truyền thông trực tiếp như các cuộc họp nhóm thích hợp hơn để thực hiện các công việc đòi hỏi social presence cao; phương tiện truyền thông như email và thư viết phù hợp hơn cho các công việc đòi hỏi social presence thấp.
Một mô hình khác có liên quan đến MRT như là một sự thay thế, đặc biệt là trong việc lựa chọn một phương tiện thích hợp, là social influence model (tạm dịch: Mô hình ảnh hưởng xã hội). Làm thế nào chúng ta nhận thức được phương tiện truyền thông sẽ nằm ở mức độ "richness" nào,  phụ thuộc vào "nhận thức về các đặc điểm truyền thông được tạo ra theo xã hội", phản ánh các lực lượng xã hội và các chuẩn mực xã hội trong môi trường hiện tại và bối cảnh quyết định cần sử dụng. Mỗi tổ chức sẽ có sự khác nhau trong mục tiêu đang cố gắng đạt được và các công việc đang cố gắng hoàn thành. Do đó, với các nền văn hóa và môi trường tổ chức khác nhau, cách thức mỗi tổ chức nhận thức về một phương tiện là khác nhau và kết quả là cách thức mỗi tổ chức sử dụng phương tiện truyền thông và thấy  truyền thông là "rich" nhiều hay ít sẽ khác nhau.
Các nhà giao tiếp cũng xem xét thông điệp cá nhân như thế nào khi xác định phương tiện thích hợp để giao tiếp. Nói chung, "richer media" mang tính cá nhân hơn vì chúng bao gồm tín hiệu phi ngôn ngữ và ngôn ngữ, ngôn ngữ cơ thể và cử chỉ báo hiệu phản ứng của một người đối với thông điệp. Rich media có thể thúc đẩy mối quan hệ chặt chẽ hơn giữa nhà quản trị và cấp dưới. Tính chất truyền cảm của thông điệp cũng có thể có ảnh hưởng đến phương tiện được chọn. Nhà quản trị có thể muốn truyền đạt thông điệp tiêu cực trực tiếp hoặc thông qua richer media, ngay cả khi tính không rõ ràng của thông điệp không cao, để tạo điều kiện cho mối quan hệ tốt hơn với cấp dưới. Mặt khác, việc gửi một thông điệp tiêu cực qua leaner media sẽ làm suy yếu sự đổ lỗi ngay lập tức đối với người gửi thông điệp và ngăn họ quan sát phản ứng của người nhận.
Khi các mô hình kinh doanh hiện tại thay đổi, việc cho phép nhiều nhân viên làm việc bên ngoài văn phòng hơn khiến các tổ chức phải suy nghĩ lại về sự phụ thuộc vào giao tiếp trực tiếp. Hơn nữa, việc lo lắng về sự tăng thêm các kênh "lean"phải bị loại bỏ. Trong bối cảnh hiện tại, các nhà quản trị phải quyết định thông qua phương pháp thử và sai để chọn ra phương tiện tối ưu cho từng tình huống. Kinh doanh đang được tiến hành trên quy mô toàn cầu. Để tiết kiệm tiền và giảm thời gian đi lại, các tổ chức phải áp dụng phương tiện truyền thông mới để luôn cập nhật các nghiệp vụ kinh doanh trong thời hiện đại.

### Tính đồng thời
Vào tháng 4 năm 1993, Valacich et al. đề xuất rằng theo phương tiện truyền thông mới, tính đồng thời được đưa vào như một đặc điểm bổ sung để xác định độ richness của một phương tiện truyền thông. Họ định nghĩa tính đồng thời của môi trường  thể hiện "khả năng truyền thông của môi trường để hỗ trợ các giai đoạn giao tiếp riêng biệt, mà không làm mất đi bất kỳ giai đoạn nào khác có thể xảy ra đồng thời giữa các cá nhân giống nhau hoặc khác nhau." Ngoài ra, họ giải thích rằng trong khi ý tưởng của tính đồng thời có thể được áp dụng cho các phương tiện được mô tả trong các lý thuyết ban đầu của Daft và Lengel, phương tiện mới cung cấp một cơ hội lớn hơn cho tính đồng thời hơn bao giờ hết.

## Ứng dụng

### Trong công việc

#### Truyền thông tổ chức và kinh doanh
MRT ban đầu được hình thành trong bối cảnh truyền thông của tổ chức để hiểu rõ hơn về sự tương tác trong công ty. MRT được sử dụng để xác định phương tiện "tốt nhất" cho một cá nhân hoặc tổ chức để truyền thông một thông điệp. Ví dụ, các tổ chức có thể thấy rằng các quyết định quan trọng cần được thảo luận bằng các tương tác trực tiếp; sử dụng email sẽ không phải là một kênh thích hợp.
Từ góc độ tổ chức, nhân sự cấp cao có thể yêu cầu phương tiện bằng lời nói để giúp giải quyết nhiều vấn đề của họ. Các vị trí cấp thấp với các công việc rõ ràng, không mơ hồ có thể được thực hiện bằng các hình thức truyền thông bằng văn bản. Tuy nhiên, từ quan điểm cá nhân, mọi người thích giao tiếp bằng lời vì các tín hiệu giao tiếp phong phú đủ khả năng giải thích thông điệp chính xác và hiệu quả hơn.
Quan điểm xử lý thông tin của các tổ chức cũng nhấn mạnh vai trò quan trọng của truyền thông. Quan điểm này cho thấy các tổ chức thu thập thông tin từ môi trường của họ, xử lý thông tin này và sau đó hành động dựa trên thông tin đó. Bởi vì sự phức tạp của môi trường, nhiễu loạn thông tin và truyền thông tổ chức tăng lên. Hiệu quả của tổ chức trong việc xử lý thông tin trở nên rất quan trọng khi môi trường kinh doanh phức tạp và thay đổi nhanh chóng.
Ngày nay, các công ty sử dụng các công nghệ như hội nghị truyền hình, cho phép người tham gia nhìn thấy nhau ngay cả khi ở các địa điểm khác nhau. Công nghệ này cho phép các tổ chức có sự giao tiếp "rich" hơn so với các cuộc gọi hội nghị truyền thống chỉ cung cấp tín hiệu âm thanh cho những người tham gia.

#### Độ nhạy phương tiện và hiệu suất công việc
Daft và Lengel cũng khẳng định rằng không phải tất cả các giám đốc điều hành hoặc quản lý trong các tổ chức đều thể hiện kỹ năng tương tự trong việc đưa ra các lựa chọn truyền thông hiệu quả cho sự giao tiếp. Giám đốc điều hành hoặc quản lý hiệu suất cao có xu hướng "nhạy cảm" hơn với các yêu cầu về độ richness trong việc lựa chọn phương tiện so với các nhà quản lý hiệu suất thấp. Nói cách khác, các giám đốc điều hành có thẩm quyền chọn rich media cho các thông báo đột xuất và "lean"media cho các thông báo thường lệ.  
Từ quan điểm đồng thuận và hài lòng, các nhóm có phương tiện truyền thông quá "lean"cho công việc của họ dường như gặp nhiều khó khăn hơn so với các nhóm có phương tiện truyền thông rich hơn cho công việc của họ. Ngoài ra, các nhóm tương tác trực tiếp đạt được sự đồng thuận cao hơn, sự hài lòng quyết định cao hơn và sự hài lòng về kế hoạch quyết định cao hơn so với các nhóm tương tác không trực tiếp.

#### Tìm kiếm công việc vàtuyển dụng
Trong bối cảnh tuyển dụng việc làm, những tương tác trực tiếp với các đại diện công ty, ví dụ như các hội chợ việc làm, nên được các ứng viên xem là rich media. Các hội chợ việc làm cho phép các phản hồi tức thì dưới dạng các câu hỏi và trả lời, đồng thời mở ra các tín hiệu đa dạng bao gồm các thông điệp bằng lời và cử chỉ cơ thể. Các hội chợ này cũng có thể được thiết kế phù hợp với mỗi mối quan tâm của những người tìm việc và câu hỏi.
Trong khi đó, các thông điệp tĩnh như đọc thông tin trên website công ty hay duyệt một bảng thông báo điện tử có thể được định nghĩa như phương tiện truyền thông "lean" hơn vì chúng không được cá nhân hóa cho từng nhu cầu cá nhân của người tìm việc; chúng không đồng bộ trong phản hồi và bởi vì chúng chủ yếu dựa trên văn bản nên không có cơ hội nào cho các biến tố bằng lời nói hay cử chỉ cơ thể. Tương tác này giữa những người tìm việc và các nhà tuyển dụng tiềm năng ảnh hưởng đến cách mà các ứng viên xử lý thông tin về tổ chức. Những tương tác mà một ứng viên có với một nhà tuyển dụng tiềm năng thông qua các phương tiện "lean & rich" định hình niềm tin của những người tìm việc. Một số nhà tuyển dụng bắt đầu sử dụng nhiều hơn các công cụ sinh động để trả lời các câu hỏi về tuyển dụng việc làm như video, hoạt hình và các trợ lý ảo. Ngược lại, các yếu tố có tính tương tác nhiều hơn như trợ lý ảo của Quân đội Mỹ, Starr, đã được chứng minh là cản trở việc chuyển đổi thông tin cho các thông điệp mơ hồ và phức tạp như giá trị hay sứ mệnh của công ty.

#### Các đội nhóm ảo và làm việc từ xa
Nhiều tổ chức đã phân bố trên toàn cầu với các nhân viên trong một nhóm làm việc tại nhiều múi giờ khác nhau. Để tạo điều kiện cho việc hợp tác có hiệu quả và tạo động lực cho nhóm làm việc, các tổ chức tận dụng việc xem xét các công cụ công nghệ hỗ trợ cho việc làm việc chung và giao tiếp. Workman, Kahnweiler, and Bommer (2003) đã nhận thấy rằng một mô hình làm việc từ xa lý tưởng sẽ bao gồm nhiều loại phương tiện truyền thông, từ "lean" đến rich, nơi mà các nhân viên có thể lựa chọn phương tiện truyền thông phù hợp nhất với phong cách làm việc và công việc đang diễn ra. Hơn thế nữa, các công việc khác nhau có thể cần nhiều loại phương tiện truyền thông. Những công việc cụ thể và có cấu trúc hơn như lên kế hoạch, hành chính hoặc vận hành có thể gắn liền với các lựa chọn "lean media" trong khi thiết kế phần mềm hay công việc phát triển vốn đã mang nhiều độ không chắc chắn và thương lượng hơn thì được hỗ trợ tốt hơn bởi các kênh "rich" hơn.
Một nghiên cứu năm 2019 khám phá về động lực của các nhóm ảo đã chỉ ra rằng việc sử dụng rich media trong môi trường làm việc ảo làm giảm đi đặc tính lười biếng xã hội, hoặc cảm giác rằng đóng góp của thành viên trong một nhóm không được chú ý hoặc ghi nhận.

#### Trách nhiệm xã hội của doanh nghiệp
Khái niệm trách nhiệm xã hội của doanh nghiệp ban đầu nổi lên trong những năm 1960 mô tả sự tự điều chỉnh của một công ty trong việc tuân thủ các tiêu chuẩn đạo đức. Các tổ chức công thường diễn tả các nỗ lực CSR của họ như một khía cạnh của các chiến dịch marketing nhằm thu hút khách hàng. Sat và Selemat (2014) nhận thấy rằng những khách hàng bị ảnh hưởng nhiều hơn bởi các thông điệp CSR khi họ được truyền thông qua các kênh rich thay vì các kênh "lean".

### Trong các phương tiện truyền thông
Dù việc áp dụng MRT cho các phương tiện truyền thông mới đã gây ra các tranh cãi (xem phần "Tranh cãi")), nó vẫn được sử dụng theo phương pháp Heuristic như một nền tảng cho các nghiên cứu kiểm tra các phương tiện truyền thông mới.

#### Website vàsiêu văn bản
Các websites có thể khác nhau về độ "richness" của chúng. Trong một nghiên cứu kiểm tra các đại diện của Yugoslavia cũ trên World Wide Web, Jackson và Purcell đề xuất rằng siêu văn bản đóng vai trò quyết định độ "richness" của các websites riêng lẻ. Họ đã phát triển một khung tiêu chí trong đó việc sử dụng siêu văn bản trên một website có thể được đánh giá theo các đặc điểm "richness" về phương tiện như Daft và Lengel đã nêu trong tài liệu lý thuyết ban đầu của họ. Hơn thế nữa, trong bài viết năm 2004 của họ, Simon và Peppas đã xem xét sự phong phú của các websites sản phẩm về mặt sử dụng đa phương tiện. Họ đã phân loại "các websites đa phương tiện" là các websites bao gồm văn bản, hình ảnh, âm thanh và video clip, trong khi "các websites truyền thông "lean"" chỉ chứa văn bản. Trong nghiên cứu của mình, họ tạo ra bốn websites (hai "rich" và hai "lean") để mô tả hai sản phẩm (một đơn giản, một phức tạp). Họ nhận thấy rằng hầu hết người dùng đều thích các websites cung cấp nhiều phương tiện phong phú hơn bất kể độ phức tạp của sản phẩm như thế nào.Đa phương tiện trên các websites cũng có khả năng kích thích hành động trong thế giới thực.  Lu, Kim, Dou và Kumar (2014) đã chứng minh rằng các websites có chế độ xem 3D của một trung tâm thể hình đã thành công hơn trong việc tạo ra ý định của học viên đến phòng tập thể dục so với một website chỉ có hình ảnh 2D tĩnh.

#### Tin nhắn tức thời
MRT ngụ ý rằng người gửi nên chọn một phương tiện có độ "richness" phù hợp để truyền đạt thông điệp mong muốn hoặc hoàn thành một công việc cụ thể. Người gửi sử dụng phương tiện truyền thông ít "rich" hơn phải xem xét các hạn chế của phương tiện đó trong các khía cạnh của việc phản hồi và điều chỉnh thông điệp cũng như cảm xúc. Ví dụ, sẽ rất khó để xác định một tin nhắn văn bản mang giọng điệu nghiêm túc hay đang mỉa mai. Độ "leaness" của văn bản cản trở sự thể hiện của giọng điệu và biểu cảm khuôn mặt, những điều thường dùng để phát hiện sự châm biếm, mỉa mai. Tuy nhiên, kết quả từ một nghiên cứu được thực hiện bởi Anandarajan et al. về việc sử dụng tin nhắn tức thời của Thế hệ Y kết luận rằng "Càng nhiều người dùng nhìn nhận Tin nhắn tức thời như một phương tiện giao tiếp rich, họ càng tin rằng phương tiện này hữu ích cho việc xã hội hóa."  Dù người dùng thế hệ Y xem việc nhắn tin là "rich" thì vẫn có những bằng chứng bổ sung chỉ ra điều ngược lại. Ngoài ra, để hiểu rõ hơn về việc sử dụng MSN của thanh thiếu niên (sau này gọi là dịch vụ Microsoft Messenger), Sheer đã kiểm tra sự ảnh hưởng của cả độ "richness" của phương tiện truyền thông và sự kiểm soát truyền thông. Trong số những phát hiện khác, nghiên cứu của Sheer đã chứng minh rằng "các tính năng đa dạng, như webcam và MSN Spaces dường như đã tạo điều kiện cho sự gia tăng của người quen, bạn mới, bạn khác giới và do đó, làm tăng tổng số bạn bè."

#### Email
Trong những năm gần đây, khi dân số nói chung trở nên hiểu biết về email hơn, khoảng cách giữa giao tiếp trực tiếp và email đã trở nên mờ nhạt hơn. Email hiện được coi là một công cụ giao tiếp bằng lời, với khả năng cho phép phản hồi ngay lập tức, tận dụng ngôn ngữ tự nhiên và bao gồm cả cảm xúc thông qua các từ viết tắt và biểu tượng cảm xúc.
Tuy nhiên, có một nhược điểm của email là quá tải dung lượng. Email thường có số lượng lớn thông tin không cần thiết: không quan trọng hoặc/ và spam. Lọc những thông tin rác này cần thêm thời gian. Khoảng thời gian cần thiết để quản lý email có thể gây ra quá tải thông tin. Với email quá tải, con người có thể cảm thấy rằng họ sẽ bỏ lỡ thông tin do số lượng quá lớn nội dung mà họ nhận được. Một số người có thể thấy khối lượng này là rào cản đối với việc phản hồi nhanh chóng với các email.
Email có khả năng truyền tải nhiều nội dung thông tin hơn các kênh khác như thư thoại. Nhận thức về email như một nền tảng "rich" sẽ khác nhau giữa các người dùng. Nhận thức này góp phần vào việc cá nhân sẽ sử dụng kênh như thế nào. Đối với một số người, sự lựa chọn nội dung sẽ khác nhau. Chúng có thể bao gồm hình ảnh hoặc video nếu họ xem email là một kênh "rich" trong khi những người khác có thể chỉ tận dụng văn bản.  Nhận thức này cũng ảnh hưởng đến sự lựa chọn các tính năng ngôn ngữ. Những người xem email tương tự như một kênh truyền miệng sẽ soạn thảo khác với những người xem email là một kênh truyền đạt bằng văn bản. 

#### Hội nghị truyền hình
Phần mềm hội nghị truyền hình đã được sử dụng không chỉ cho các nhóm ảo trong các công ty lớn, mà còn cho các lớp học và các cuộc trò chuyện thông thường. Phần mềm hoặc Hệ thống hội nghị truyền hình (VCS) như Skype và Google Hangouts cho phép có nhiều tín hiệu trực quan hơn là chỉ có các cuộc hội thoại âm thanh. Nghiên cứu cho thấy rằng VCS ở đâu đó giữa điện thoại và các cuộc gặp mặt trực tiếp về sự phong phú của phương tiện truyền thông. Mặc dù hội nghị truyền hình không có độ "richness" như các cuộc đối thoại trực tiếp, một nghiên cứu về hội nghị truyền hình đã chỉ ra rằng các kiểu trình bày nội dung "rich" hơn dẫn tới mức độ tập trung cao hơn nhưng với tính hữu dụng thì các kiểu trình bày nội dung "rich" hơn có thể dẫn tới nhiều kết quả khác nhau.

### Các ứng dụng khác:

#### Sự đánh lừa
Sự đánh lừa, trong bối cảnh của lý thuyết truyền thông, xảy ra khi người gửi cố tình truyền thông điệp sai lệch đến người nhận. Theo Buller và Burgoon, "sự đánh lừa xảy ra khi người giao tiếp điều chỉnh thông tin có trong tin nhắn của họ để truyền tải một ý nghĩa sai lệch so với sự thật mà họ biết". Ý tưởng này là trọng tâm của Interpersonal Deception Theory (tạm dịch: Lý thuyết đánh lừa giữa các cá nhân). Nghiên cứu bổ sung đã phân tích mối quan hệ giữa "media richness" và việc truyền đạt thông điệp sai lệch. "Rich media", đặc biệt là những phương tiện truyền những tín hiệu phi ngôn ngữ như giọng nói, nét mặt hoặc cử chỉ, cho thấy ít xảy ra hiện tượng thông điệp sai lệch hơn "lean media". Bằng cách tận dụng một phương tiện "rich" hơn, người đối thoại phát triển các liên kết tình cảm mạnh mẽ hơn, điều này làm giảm khả năng một người sẽ cố gắng lừa dối người khác. Khi sự trung thực không được coi là chuẩn mực quan trọng nhất, phương tiện "lean" hơn, chẳng hạn như email, cho phép khả năng đánh lừa lớn hơn.

#### Giáo dục từ xa vàsách điện tử
Khi đánh giá sự hài lòng của học sinh về các khóa học từ xa, Sheppherd và Martz kết luận rằng việc sử dụng các phương tiện "rich" hơn sẽ ảnh hưởng đến cách học sinh đánh giá chất lượng khóa học. Khóa học sử dụng các công cụ như "diễn đàn thảo luận, khu vực chia sẻ tài liệu, webcast" cho thấy là yêu thích hơn. Lai và Chang năm 2011 đã sử dụng "media richness" như một biến trong nghiên cứu thái độ người dùng đối với sách điện tử, cho rằng tiềm năng của nội dung phương tiện "rich" như là siêu liên kết nhúng và các đa phương tiện bổ sung khác, mang đến cho người dùng trải nghiệm đọc sách khác với sách in. Theo nghiên cứu sâu hơn của Lan và Sie (2010), trong danh mục các kênh truyền thông dựa trên văn bản, những khác biệt đáng kể sẽ định hình sự lựa chọn công nghệ của người hướng dẫn. Họ đã nghiên cứu việc sử dụng SMS, email và RSS và thấy rằng SMS phù hợp để gửi nhanh, email mang đến nội dung đa dạng và RSS là định dạng lý tưởng để trình bày nội dung trên các thiết bị di động.
Sách điện tử và giáo dục trực tuyến đang dần trở thành công cụ quen thuộc trong việc giảng dạy. Một trong những đặc điểm chính của học trực tuyến là khả năng tích hợp các phương tiện khác nhau, chẳng hạn như văn bản, hình ảnh, âm thanh, hoạt hình và video để tạo tài liệu giảng dạy đa phương tiện. Lựa chọn phương tiện trong học tập điện tử có thể là một vấn đề quan trọng vì chi phí sẽ tăng lên để phát triển các tài liệu học tập điện tử phi văn bản. Người học có thể hưởng lợi từ việc sử dụng các phương tiện "rich" hơn trong các khóa học có nội dung không rõ ràng và phức tạp; tuy nhiên, người học không đạt được lợi ích đáng kể về điểm số hoặc độ hài lòng từ việc sử dụng phương tiện "rich" hơn trong các khóa học có chứa nội dung có mức độ không rõ ràng thấp, ví dụ như nội dung về số.

#### Điều dưỡng
Sự chuyển đổi từ lưu trữ hồ sơ analog sang digital trong chăm sóc y tế hiện đang đi đầu trong đổi mới y tế. Castro, Favela và Gracia-Pena nghiên cứu sự ảnh hưởng của các phương tiện truyền thông khác nhau (như giao tiếp trực tiếp, điện thoại và hội nghị truyền hình) đối với việc tư vấn điều dưỡng trong tình huống khẩn cấp. Họ thấy rằng mặc dù không có sự khác biệt về hiệu quả giữa các phương tiện truyền thông nhưng phương tiện "rich" hơn đã tạo điều kiện cho các cuộc tham vấn, giải quyết nhanh hơn và tăng trải nghiệm người dùng.

#### Tìm kiếm bác sĩ và nhà cung cấp chăm sóc sức khỏe
Mặc dù giao tiếp giữa các cá nhân là một thành phần quan trọng trong các cuộc gặp gỡ y tế, và giao tiếp với bác sĩ là một trong những yếu tố quan trọng nhất đối với bệnh nhân trong việc lựa chọn bác sĩ mới, các tổ chức chăm sóc sức khỏe không làm tốt việc giúp đỡ bệnh nhân tương lai của họ hiểu làm thế nào một bác sĩ mới sẽ giao tiếp với bệnh nhân trong các cuộc gặp gỡ trong tương lai thông qua lý lịch trực tuyến của họ vì hầu hết các tổ chức này chỉ cung cấp lý lịch bằng văn bản theo dạng "lean" và rất ít người cung cấp video giới thiệu như dạng "rich". Giới thiệu qua video cung cấp cơ hội giúp bệnh nhân thực sự thấy cách một bác sĩ có thể tương tác với họ trong một cuộc tư vấn. Perrault và Silk đã thử nghiệm việc giới thiệu qua video của các bác sĩ có những ảnh hưởng gì đến bệnh nhân khi họ ở trong giai đoạn ra quyết định này. Họ đã phát hiện ra rằng khi những người tham gia được tiếp xúc với một video giới thiệu về bác sĩ thì sự không chắc chắn đã giảm xuống với mức độ đáng kể so với khi họ tiếp xúc với lý lịch của các bác sĩ chỉ dựa trên văn bản. Những người tham gia cũng có nhiều khả năng chọn đến gặp những người bác sĩ cung cấp video giới thiệu về lý lịch hơn là những văn bản "lean".

#### Thúc đẩy sự tham gia củanhân dân
Phương tiện truyền thông trực tuyến đã được chứng minh thành công trong việc kích thích sự tham gia của công dân. Tận dụng Internet để tạo điều kiện cho các thảo luận trong công chúng đã được chứng minh là một cách thành công và hiệu quả về chi phí để thu hút lượng lớn công dân. Các nghiên cứu đã chỉ ra rằng phương tiện truyền thông hỗn hợp (cả "rich" và "lean") có thể hữu ích trong giáo dục và thu hút sự tham gia của công dân. Sự bùng nổ sáng tạo trên Internet có thể được liên kết với các tổ chức chính thức như chính phủ và bộ giáo dục nhằm cho phép một nền tảng tham gia rộng hơn, dẫn đến sự tham gia mạnh mẽ hơn của công dân và tiếp cận với phạm vi kiến thức rộng hơn.

## Tranh cãi

### Phạm vi của lý thuyết
MRT đã bị các nhà nghiên cứu chỉ trích vì tính chất quyết định của nó. Markus lập luận rằng áp lực xã hội có thể ảnh hưởng mạnh đến việc sử dụng phương tiện truyền thông hơn là độ "richness" và theo những cách không phù hợp với các nguyên lý chính của MRT. Và họ cũng lưu ý rằng MRT không nên cho rằng cảm giác khi sử dụng phương tiện "rich" hơn trong một tình huống là hoàn toàn trái ngược với khi sử dụng phương tiện "lean" hơn. Trên thực tế, sự lựa chọn phương tiện rất phức tạp và nói chung ngay cả khi rich media được coi là "tốt nhất" để truyền đạt một thông điệp, phương tiện "lean" hơn vẫn có thể làm được điều đó. Ngoài ra, đối với một số tác vụ, loại phương tiện được sử dụng sẽ không tạo ra sự khác biệt đối với tính chính xác của thông điệp được truyền đạt.
Khi chọn phương tiện để truyền thông điệp, tin nhắn, một cá nhân cũng sẽ xem xét tính thuận tiện của mình khi lựa chọn. Nếu một cá nhân không thoải mái hoặc không quen với việc sử dụng hệ thống email để soạn và gửi thư và xem việc học gửi email sẽ tốn nhiều thời gian và không hiệu quả so với việc chỉ đơn giản là họp nhóm, họ có thể chọn phương tiện "rich" hơn thay vì những phương tiện khác hiệu quả hơn. Kết quả hành vi này phản ánh trải nghiệm đã được hình thành trước đó của cá nhân.

### Giới hạn về Văn hóa và Xã hội
Ngwenyama và Lee cho thấy rằng nền tảng văn hóa và xã hội ảnh hưởng đến sự lựa chọn phương tiện truyền thông của các cá nhân theo những cách không tương thích với các dự đoán dựa trên MRT; bài báo của họ đã nhận được giải thưởng Paper of the Year trên tạp chí MIS Quarterly. Ngwenyama và Lee không đơn độc trong các bài phê bình về những hạn chế của MRT, đặc biệt là liên quan đến đặc điểm cá nhân và văn hóa. Nghiên cứu của Ook Lee đã chứng minh rằng trong Khổng giáo, nơi thể hiện sự tôn trọng là điều cần thiết, khả năng truyền đạt nghi thức văn hóa của một kênh truyền thông quan trọng hơn độ "richness" của kênh. Vào năm 2009, nghiên cứu của Gerritsen đã kết luận rằng trong bối cảnh kinh doanh, văn hóa đóng vai trò quyết định mức độ ưa thích về phương tiện truyền thông của người nhận, có lẽ liên quan đến mức độ e ngại rủi ro của từng văn hóa cụ thể.
Ngoài ra, Dennis, Kinney và Hung nhận thấy rằng liên quan tới hiệu suất thực tế của các công việc không rõ ràng, độ "richness" của một phương tiện có tác dụng đáng kể nhất đối với các đội gồm toàn nữ. Mặt khác, có ý kiến cho rằng "liên kết độ "richness" của phương tiện với sự không rõ ràng của công việc không cải thiện chất lượng quyết định, thời gian, sự đồng thuận hoặc sự hài lòng trong giao tiếp đối với các nhóm toàn nam hoặc đa giới."  Nói riêng, Barkhi đã chứng minh rằng hình thức giao tiếp và phong cách nhận thức có thể đóng vai trò trong việc ưu tiên và lựa chọn phương tiện truyền thông, cho thấy rằng ngay cả trong các tình huống có thông điệp và ý định giống hệt nhau, lựa chọn phương tiện "tốt nhất" có thể khác nhau tùy theo từng người.

### Ứng dụng vào phương tiện mới
Ngoài ra, vì MRT đã được phát triển trước khi Internet được sử dụng rộng rãi và Internet đã mang tới các phương tiện như email, phòng chat, tin nhắn tức thời, điện thoại thông minh, các phương tiện truyền thông mạng xã hội,v.v. nên một số người đã nghi ngờ khả năng dự đoán chính xác của thuyết về những gì người dùng phương tiện mới có thể chọn. Một số nghiên cứu đã được thực hiện để kiểm tra lựa chọn phương tiện khi đưa ra các tùy chọn được coi là "phương tiện mới", chẳng hạn như thư thoại và email. Blau, Weiser và Eshet-Alkalai nghiên cứu sự khác biệt và tương đồng của cảm nhận và thực tế đối với những học sinh học cùng lớp trực tuyến hoặc những học sinh ở các lớp học truyền thống. Các tác giả kết luận rằng các thiết lập lớp học trực tiếp không vượt trội so với các lớp học trực tuyến. Hơn nữa, họ cũng cho rằng "phương tiện truyền thông "cấp cao" có thể cản trở sự hiểu biết các kiến thức phức tạp", trái ngược với những gì MRT dự đoán. El-Shinnaway và Markus đã đưa ra giả thuyết rằng, dựa trên MRT, các cá nhân sẽ chọn truyền thông tin qua phương tiện thư thoại hơn là qua email, nhưng có thể nhận thấy rằng ngay cả khi gửi thông tin không rõ ràng, phương tiện email cũng được sử dụng. Ngoài ra, khả năng mở rộng của phương tiện truyền thông mới, cách tiếp cận đơn phương của MRT để phân loại các phương tiện truyền thông khác nhau không còn đủ để nắm bắt tất cả các chiều mà các loại phương tiện có thể thay đổi.